# معاملة المثليين في رواندا
يواجه الأشخاص من المثليين والمثليات ومزدوجي التوجه الجنسي والمتحولين جنسياً (اختصاراً: LGBT) في روانداتحديات قانونية واجتماعية لا يواجهها غيرهم من المغايرين جنسيا. وعلى الرغم من عدم تجريم المثلية الجنسية أو النشاط الجنسي المثلي قانونياً، إلا أن المثلية تعتبر من التابوهات، ولا يوجد أي نقاش أو تداول علني جدير بالذكر لهذه المسألة في أي منطقة من البلاد. لا تتوفر أي حماية تشريعية خاصة للمواطنين من مجتمع المثليين، لا تعترف الدولة بزواج المثليين ويعتبر محظورا دستوريا إذ ينص دستور رواندا على أنه «لا يعترف إلا بالزواج المدني الأحادي بين رجل وامرأة». أفاد روانديون من المثليين والمثليات ومزدوجي التوجه الجنسي والمتحولين جنسياً عن تعرضهم للمضايقات والابتزاز بل وحتى للسجن على يد الشرطة بموجب قوانين مختلفة معنية بالنظام العام والأخلاق.
تعتبر رواندا رائدة في مجال تقدم حقوق الإنسان للمثليين والمثليات ومزدوجي التوجه الجنسيي والمتحولين جنسياً في منطقة شرق أفريقيا. رواندا من الدول الموقعة على البيان المشترك للأمم المتحدة الذي يدين العنف على أساس التوجه الجنسي والهوية الجندرية، وهي أحد البلدان القليلة في أفريقيا التي قامت بتبني الإعلان، ، وهي في ذلك في تناقض حاد مع جاراتها أوغندا، تنزانيا وبوروندي.

## تاريخ

### مملكة رواندا
كانت المثلية بين الذكور شائعة في مملكة رواندا القديمة، بين شباب الهوتو والتوتسي.
في عام 1986، قال رجل توتسي يبلغ من العمر 19 عامًا «تقليديًا، في قبيلته، كانت هناك فترة ممتدة عاش خلالها الأولاد بعيدًا عن بقية القرية بينما يتدربون ليكونوا محاربين، كانت العلاقات العاطفية، والجنسية في كثير من الأحيان، قد نشأت... في بعض الأحيان، استمرت هذه العلاقات إلى ما بعد المراهقة وإلى سن البلوغ. وما زال واتوسي يتمتع بسمعة مزدوجة التوجه الجنسي في مدن شرق إفريقيا». غالبًا ما يتم توفير تدريب أولاد التوتسي في البلاط ليكونوا متوفرين جنسيًا للضيوف. كان مثليوو الجنس يسمون ب«أوموزويزي» umuswezi أو «أوموكونونتسي» umukonotsi، والتي تترجم حرفيا إلى «السدوميين». توجد عدة مصطلحات للمثلية الجنسية بين الرجال: «كوسويرانا نكيمبوا» "kuswerana nk'imbwa" و «كونونوكا» "kunonoka" و «كويتومبا» "kwitomba" و «كورانانا إنيوما» "kuranana inyuma" و«كونيو» "ku'nyo". بالإضافة إلى ذلك، كانت هناك تقاليد «كهنة يرتدون الملابس الجنس الآخر»، والمعروفين باسم «إكيهندو» "ikihindu" أو «إكيمازي» "ikimaze"، والذي وصفهم المستعمرون بأنهم «هيرمافودايت» (بالإنجليزية: hermaphrodites)‏، والذين يلعبون دور الشامان والمعالجين. يُعتقد أن العلاقات الجنسية شملت العادة السرية المتبادلة والمفاخذة والعلاقات الجنسية.
سرعان ما اختفى القبول المجتمعي بعد وصول المستعمرين الأوروبيين والمسيحية.

### جمهورية رواندا
ناقش البرلمان الرواندي في 16 ديسمبر عام 2009، ما إذا كان سيجعل المثلية الجنسية جريمة جنائية يعاقب عليها بالسجن لمدة تتراوح بين 5 و10 سنوات. وكان هذا التشريع مشابهاً لمشروع القانون المعادي للمثلية الجنسية المثير للجدل في دولة أوغندا المجاورة. في حين أدان ودحض وزير العدل ثارسيس كاروغاراما التقارير التي أفادت بنية الحكومة الرواندية تجريم النشاط الجنسي المثلي، معتبراً التوجه الجنسي مسألة خاصة لا تخص الدولة.

## قانونية النشاط الجنسي المثلي
يعتبر النشاط الجنسي المثلي قانونيا في رواندا. يعتبر السن القانوني للنشاط الجنسي المثلي 18 عاما، بغض النظر عن التوجه الجنسي أو الجندر.

## الاعتراف القانوني بالعلاقات المثلية
لا تعترف رواندا بزواج المثليين أو الاتحادات المدنية. ذكر معظم المثليين ممن تمت مقابلتهم أنهم لا يعلنون عن توجههم الجنسي مع عائلاتهم خوفاً من تعرضهم للرفض.
يحظر دستور رواندا الذي جرى تبنيه عام 2003 زواج المثليين وذلك عبر تعريفه للزواج على أنه اتحاد بين رجل وامرأة.

## الحكومة والسياسة

### الأحزاب السياسية
تتبع معظم الأحزاب السياسية في رواندا للحزب الحاكم إن لم تكن امتداداً له بحسب قوانين الانتخابات الرواندية. لم تتخذ الأحزاب السياسية الرواندية الأربعة التي ليست جزءًا من الائتلاف الحاكم، وهي الحزب الليبرالي الرواندي والحزب الديمقراطي الاشتراكي الرواندي والحزب الاجتماعي إمبيراكوري وحزب الخضر الديمقراطي الرواندي موقفاً بشأن حقوق المثليين.
تحدث الرئيس بول كاغامي بسان فرانسيسكو في سبتمبر عام 2016: «لم تكن (المثلية الجنسية) مشكلتنا، ولا ننوي جعلها كذلك».

### حقوق الإنسان
تقوم رابطة آفاق المجتمع في رواندا منذ عام 2005 ببعض الدعوة العامة لحقوق المثليين والمثليات ومزدوجي التوجه الجنسي والمتحولين جنسياً رغم تعرض أفرادها للمضايقات على يد الحكومة.

## المجتمع والثقافة
ورد في تقرير ممارسات حقوق الإنسان لوزارة الخارجية الأمريكية عن رواندا لعام 2016:
أعمال العنف والتمييز والانتهاكات الأخرى القائمة على أساس التوجه الجنسي والهوية الجندرية
لا توجد قوانين تجرم التوجه الجنسي أو السلوك الجنسي المثلي بالتراضي، وعبّر مسؤولون حكوميون على المستوى الوزاري عن تأييدهم لحقوق المثليين والمثليات ومزدوجي التوجه الجنسي والمتحولين جنسياً وثنائيي الجنس. وأفاد الأشخاص من المثليين والمثليات ومزدوجي التوجه الجنسي والمتحولين جنسياً وثنائيي الجنس لتعرضهم للتمييز المجتمعي والإساءة، وأفادت جماعات حقوق المثليين بتعرضهم للمضايقات من جانب الجيران والشرطة. لم ترد تقارير معروفة عن وقوع اعتداءات جسدية.

### المعتقدات الدينية
أدانت الكنيسة الأنغليكانية في رواندا عام 2007 «السلوكيات غير الإنجيلية» للكنائس الأوروبية والأمريكية وأصرت على أنها لن تدعم تكريس رجال الدين المثليين. وتعهدت برفض التبرعات الصادرة عن الكنائس الداعمة لحقوق الأقليات الجنسية والجندرية.
كما وصف رئيس أساقفة الكنيسة الأسقفية في رواندا المثلية الجنسية ب«الإبادة الجماعية الأخلاقية»، واعتبرها ضد الثقافة الرواندية لأن الحياة الجنسية لا يمكن التعبير عنها إلا ضمن حدود الزواج بين الرجل والمرأة.

## ملخص
| قانونية النشاط الجنسي المثلي                                                                  | Yes                                 |
| المساواة في السن القانوني للنشاط الجنسي                                                       | [ 13 ]                              |
| قوانين مكافحة التمييز في التوظيف                                                              | No                                  |
| قوانين مكافحة التمييز في توفير السلع والخدمات                                                 | No                                  |
| قوانين مكافحة التمييز في جميع المجالات الأخرى (تتضمن التمييز غير المباشر، خطاب الكراهية)      | No                                  |
| قوانين مكافحة أشكال التمييز المعنية بالهوية الجندرية                                          | No                                  |
| زواج المثليين                                                                                 | (حظر دستوري منذ 2003)               |
| الاعتراف القانوني بالعلاقات المثلية                                                           | No                                  |
| تبني أحد الشريكين للطفل البيولوجي للشريك الآخر                                                | No                                  |
| التبني المشترك للأزواج المثليين                                                               | No                                  |
| يسمح للمثليين والمثليات ومزدوجي التوجه الجنسي والمتحولين جنسيا بالخدمة علناً في القوات المسلحة | No                                  |
| الحق بتغيير الجنس القانوني                                                                    | No                                  |
| علاج التحويل محظور على القاصرين                                                               | No                                  |
| الحصول على أطفال أنابيب للمثليات                                                              | No                                  |
| الأمومة التلقائية للطفل بعد الولادة                                                           | No                                  |
| تأجير الأرحام التجاري للأزواج المثليين من الذكور                                              | (غير قانوني للأزواج المغايرين كذلك) |
| السماح للرجال الذين مارسوا الجنس الشرجي التبرع بالدم                                          | No                                  |